# Thomas Zwahlen
Thomas Zwahlen (Zürich, 12 juli 1958) is een Zwitsers voormalig voetballer die speelde als aanvaller.

## Carrière
Zwahlen maakt in 1978 zijn profdebuut voor BSC Young Boys, hij speelde er tot in 1981. In 1981 maakte hij de transfer naar FC Lugano waar hij drie seizoen blijft spelen tot in 1984 wanneer hij naar FC Aarau trekt. Bij Aarau blijft hij spelen tot in 1987 en hij eindigde zijn carrière bij SC Zug.
Hij speelde één interland voor Zwitserland waarin hij niet kon scoren.

## Erelijst
- FC Aarau
  - Zwitserse voetbalbeker: 1985